# Musée du lac Biwa
Pour les articles homonymes, voir Biwa.
Ne doit pas être confondu avec le musée du canal du lac Biwa, musée dans la préfecture de Kyoto.
Le Musée du lac Biwa (琵琶湖博物館, Biwako Hakubutsukan, Lake Biwa Museum), surnommé Biwahaku (びわはく, Biwa haku) et dont le nom officiel est le Musée préfectoral de Shiga, Lac Biwa (滋賀県立琵琶湖博物館, Shiga kenritsu Biwako hakubutsukan, Shiga Prefectural Lake Biwa Museum), est un musée préfectoral de la préfecture de Shiga, situé dans la ville de Kusatsu, sur la péninsule de Karasuma (ja), aux abords des rives du Lac Biwa, le lac le plus ancien au Japon. Il est le plus grand musée d'interprétation sur le lac Biwa et compte de nombreuses expositions, dont un aquarium d'eau douce. Les expositions alterneront sur trois thèmes jusqu'en 2020.

## Historique

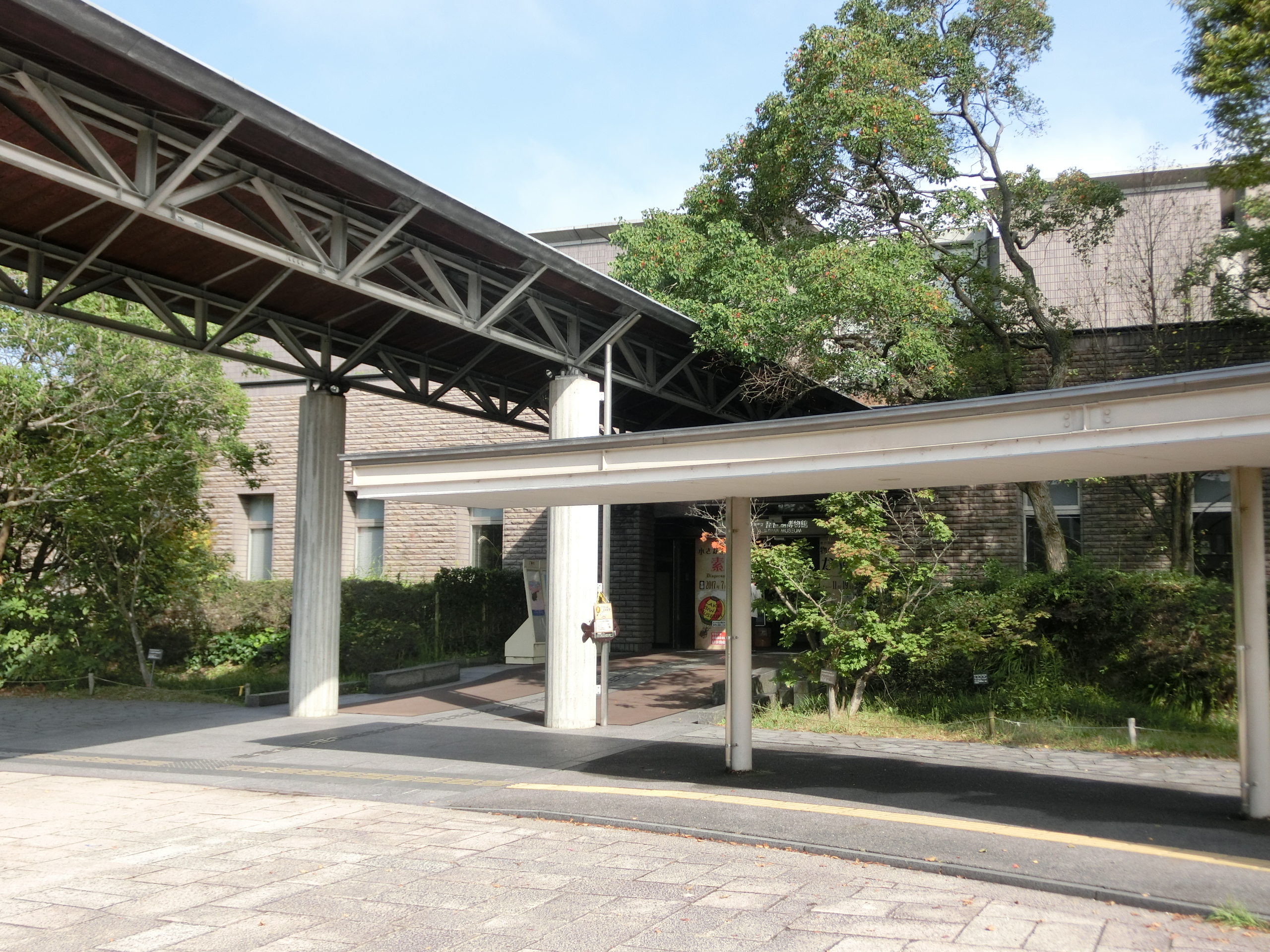
Entrée du musée.

Construit en mars 1996, le musée est centré sur le lac Biwa, dont l'histoire remonte à plus 400 millions d'années. L'aquarium, quant à lui, contient plusieurs espèces de poissons d'eau douce, le lac Biwa étant l'un des seuls lacs d'eau douce au Japon. On peut aussi y retrouver des poissons d'eau douce d'autres régions du monde. Son premier président était Hiroya Kawanabe (川那部浩哉, Kawanabe Hiroya), qui est remplacé en 2010 par Toru Shinohara (篠原 徹, Shinohara Tōru), à son tour remplacé par Keiichi Takahashi (高橋 啓一, Takahashi Keiichi) en 2019, le président actuel.

### Objectif
Les objectifs du musée sont entre autres d'établir une meilleure relation entre le lac éponyme et les humains, en leur offrant une base de connaissances sur ce dernier. L'établissement a aussi ses trois règles d'or, qui sont d'être un musée complet, traitant à la fois de culture et de nature, d'être un musée invitant et d'être un lieu d'échange et d'interaction entre les visiteurs.

### Collaborations

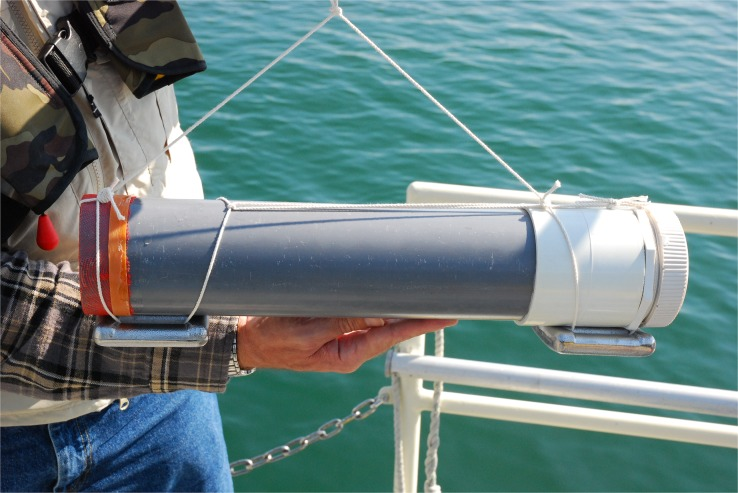
Collecte scientifique d'échantillon au Musée du lac Biwa.

Le musée collabore avec plusieurs instituts étrangers comme le Muséum national d'histoire naturelle, depuis 1998, l'Institut d'hydrobiologie de Chine, depuis 2002, le Musée provincial de Hunan (en), depuis 2013, le Musée du Baïkal, depuis 2014, le Centre national de ressources biologiques de Nakdonggang, depuis 2017, et l'Institut hydrobiologique d'Ohrid, depuis 2017.

### Caractéristiques
- Architecte : Nikken Sekkei
- Conception des expositions : NOMURA Co. Ltd. (ja), personnel du musée du lac Biwa
- Nombre d'étages : 3 (incluant sous-sol)
- Superficie complète (intérieure et extérieure) : 42 434 m2
- Superficie du bâtiment : 23 987 m2
- Coûts de construction : 23 milliards ¥ (environ 210 millions $ USD)
- Début de la construction : janvier 1994
- Fin de la construction : mars 1996
- Construction : Béton armé et ossature en acier (ja),

## Installations

### Expositions

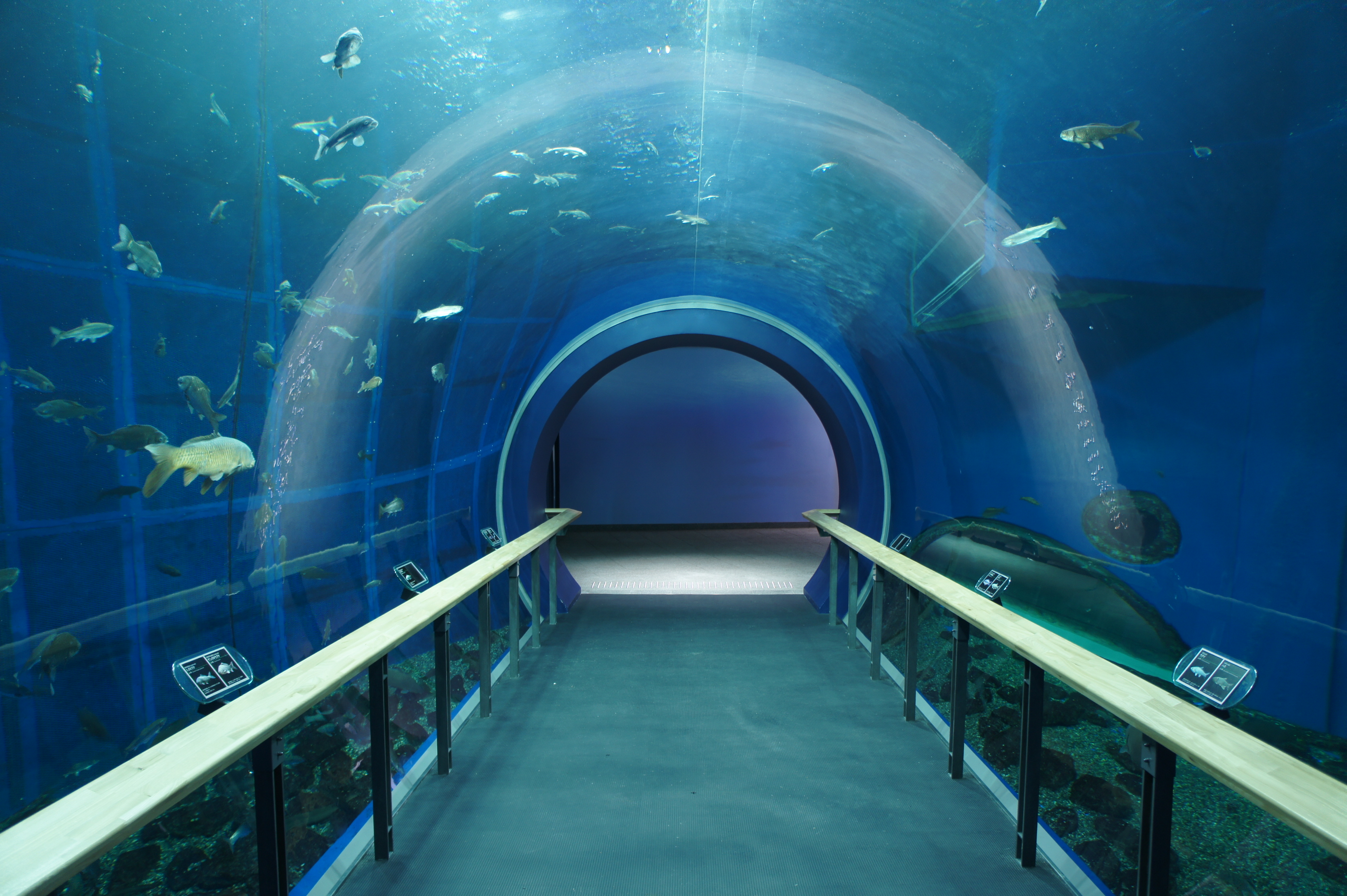
Aquarium.

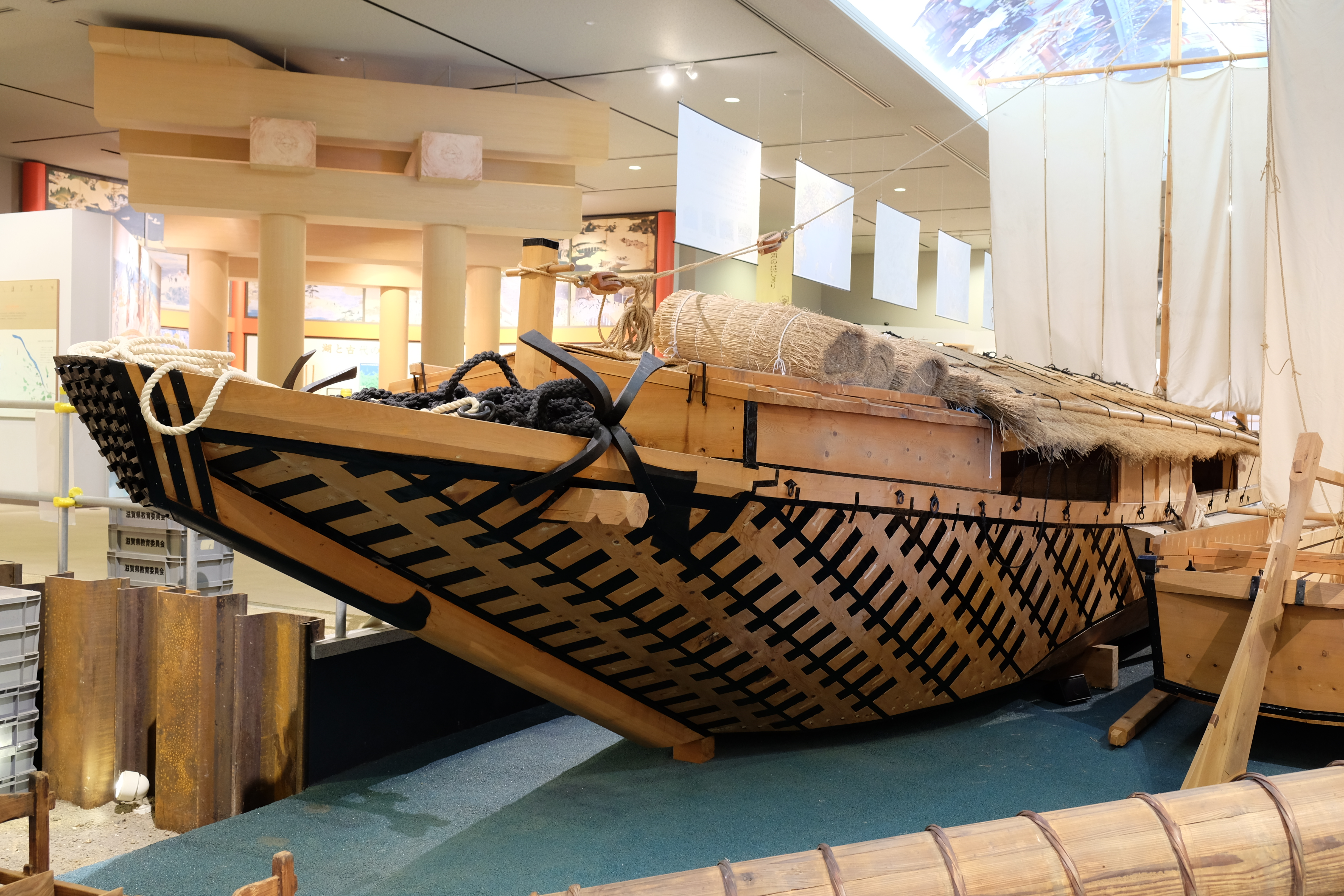
Bateau Maruko.

- Salle A : De 4 millions d'années jusqu'aujourd'hui - La nature et le fond : Expositions de roches et minéraux et fossiles ;
- Salle B : De 20 000 ans à aujourd'hui - Histoire de la nature et de la vie : Exposition sur les épaves et artefacts au fond du lac, sur le transport et la pêche au lac Biwa. Bateau de type Maruko restauré ;
- Salle C : Le lac aujourd'hui et nous - Nature connectée à la vie quotidienne : Exposition sur la vie des gens du lac Biwa. Reconstitution d'une ferme des années 1950 à partir d'une ferme relocalisée d'Hikone. Grandes photographies aériennes historiques à l'entrée è
- Aquarium : Vie des créatures aquatiques : Salle de 2 000 m2 où l'on peut se promener dans un tunnel censé reproduire l'environnement de Chikubu-shima rempli de poissons d'eau douce ;
- Salle découverte : Expositions pour les enfants ;
- Salle découverte adultes : Expositions pour les adultes.

Les expositions extérieures, le sentier, le coin des questions et l'accès au restaurant et aux magasins est gratuite.

### Expositions spéciales
Il y a eu 26 expositions spéciales sur divers sujets comme les forêts de bois pétrifié, la micro-faune aquatique, les strates géologiques etc. En 2016, il y a eu une exposition spéciale vingtième anniversaire.

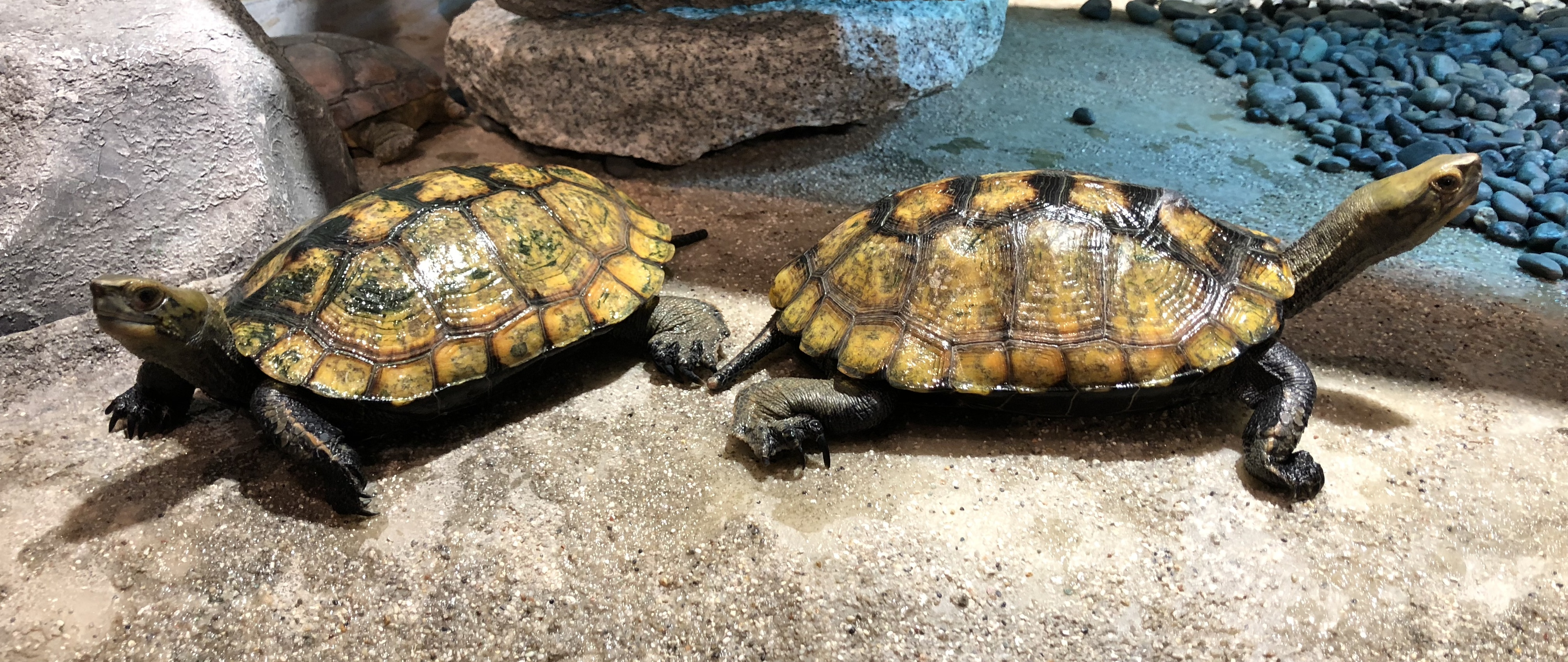
Mauremys japonica.
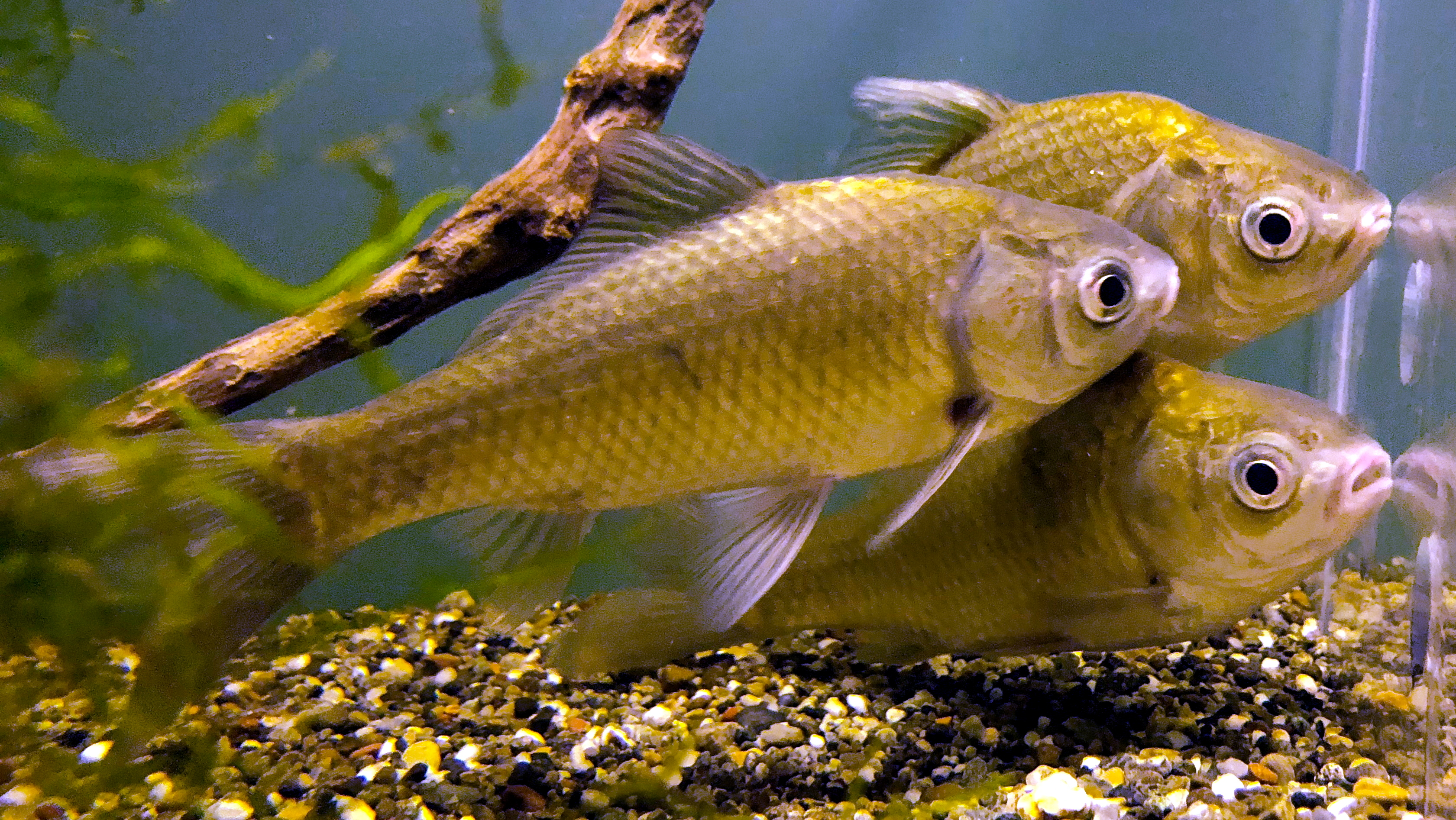
Carassius cuvieri (en).
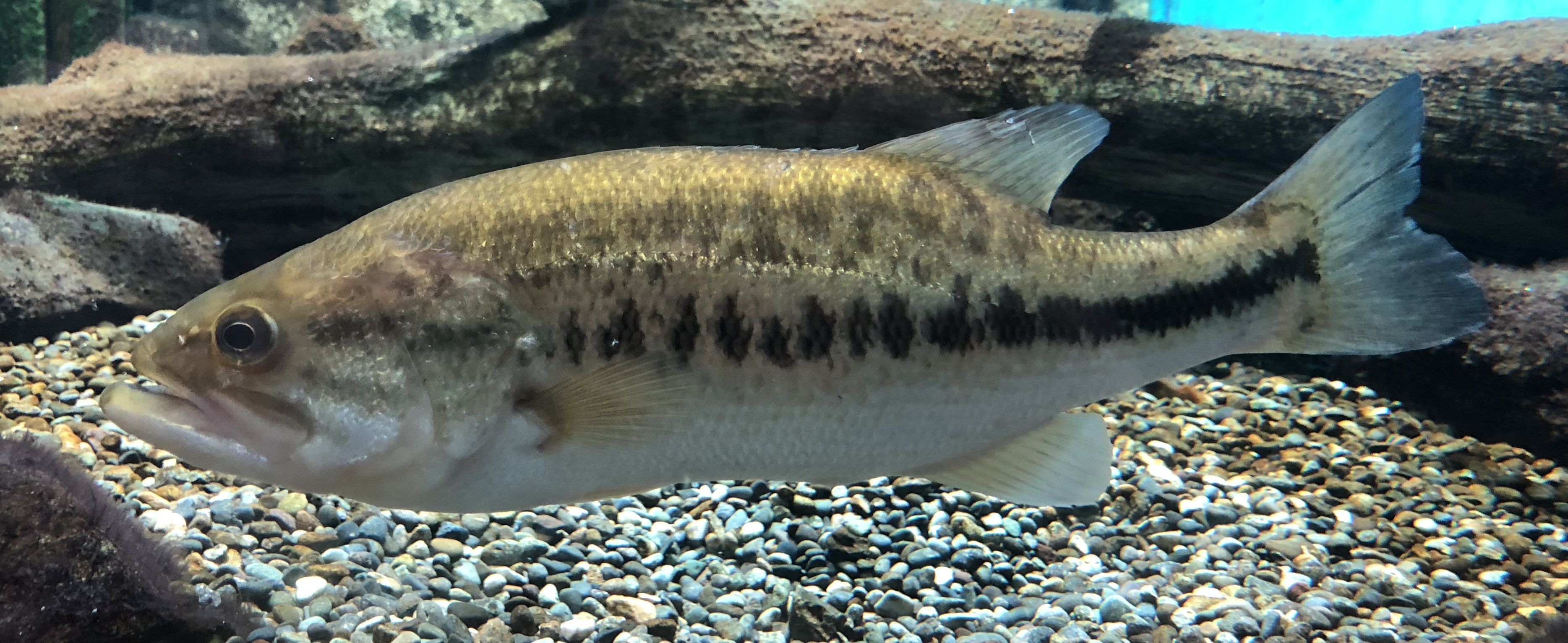
Achigan à grande bouche.
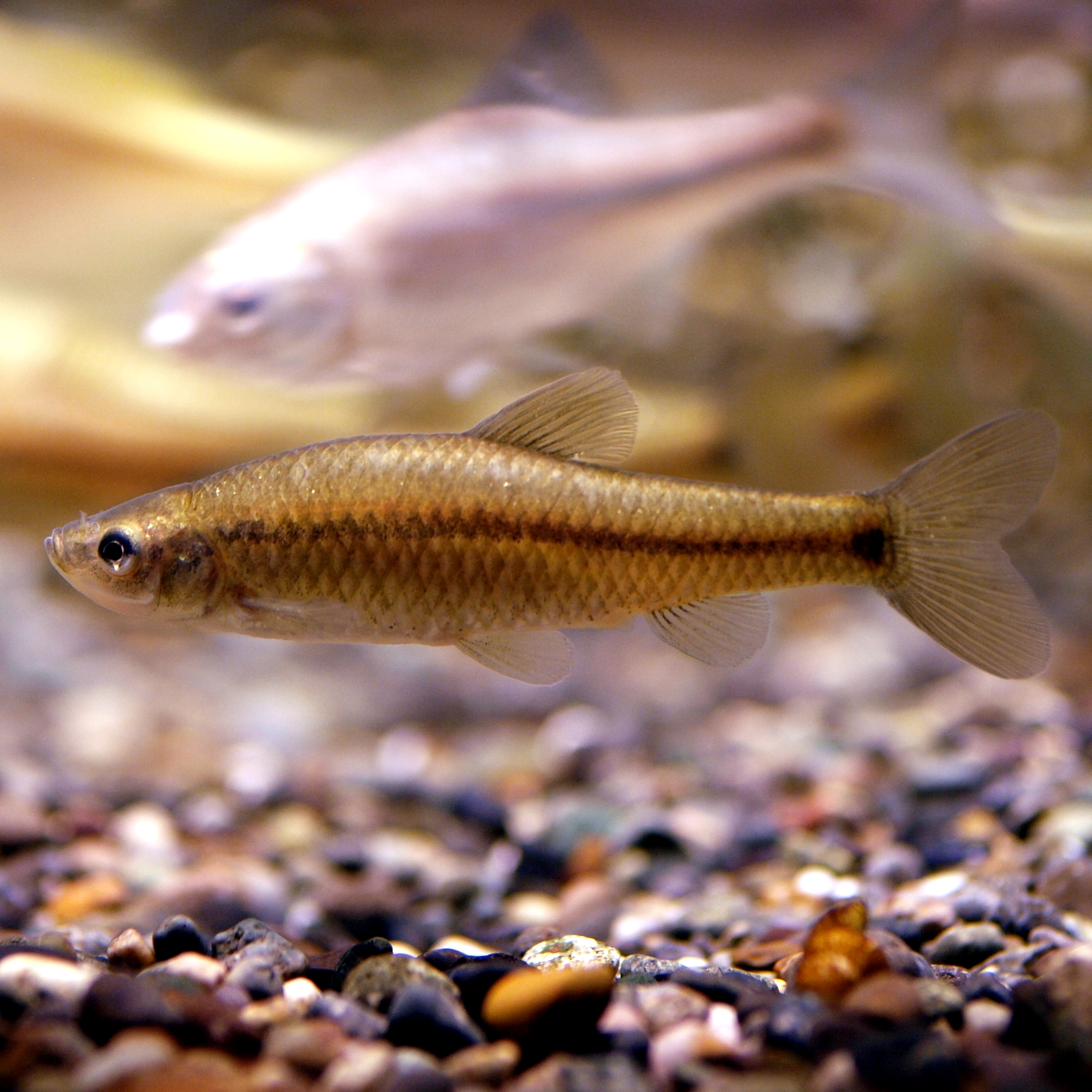
Pseudorasbora pumila pumila.

### Autres installations

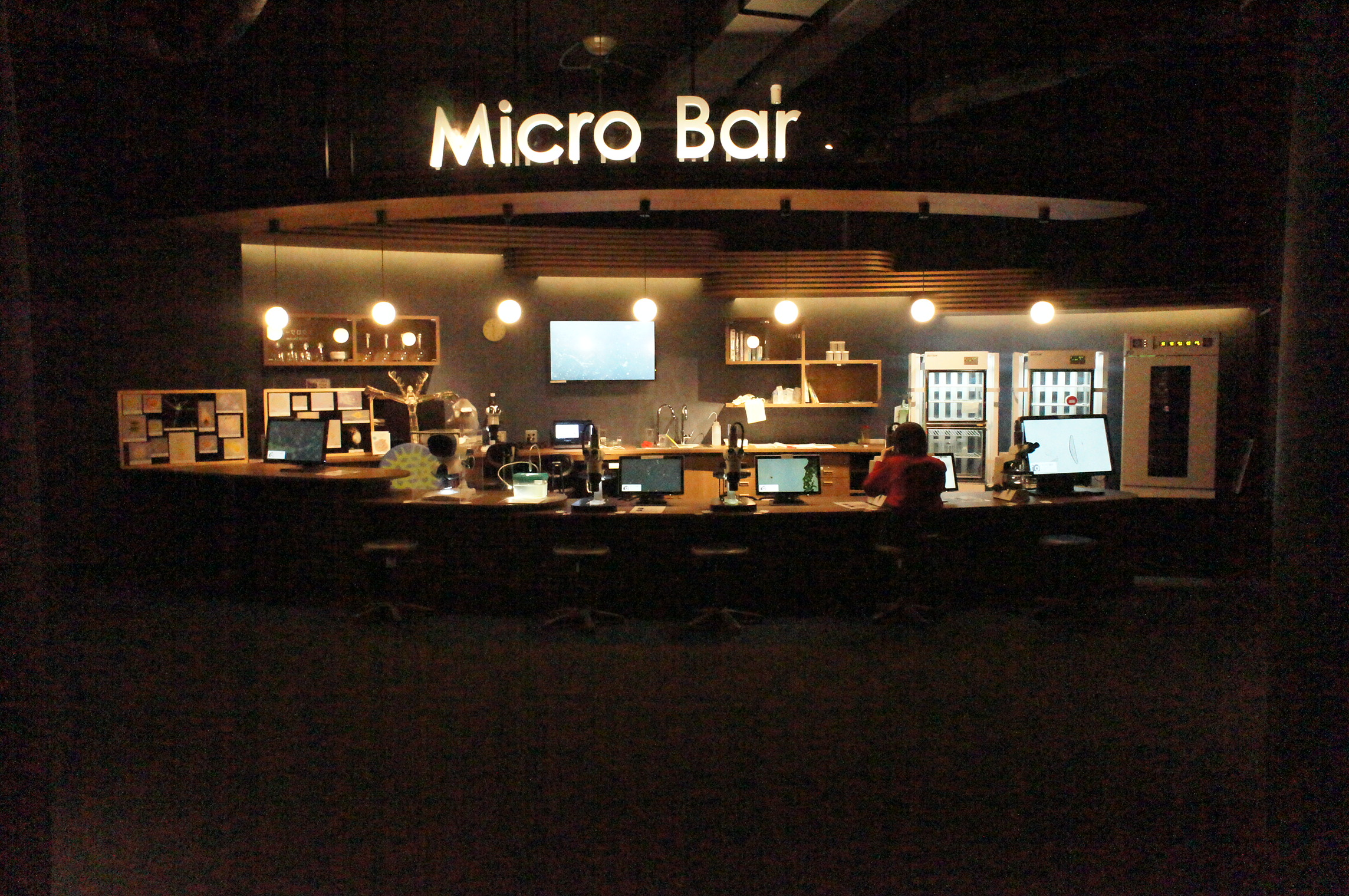
Micro-bar.

- Salle multifonctionnelle de 246 places ;
- Salle d'entraînement ;
- Salle de pratique des sciences de la vie ;
- Salle de séminaire de 90 places ;
- Boutique ;
- Restaurant-musée Nionoumi (80 places) ;
- Coin repos / cafétéria ;
- Centre de recherche d'information ;
- Bibliothèque ;
- Centre d'information générale ;
- Salle d'allaitement ;
- Espace sur le toit ;
- Place Umiko.

## Documentation

### Biens culturels importants
Parmi les documents désignés comme bien culturel important du Japon sont 107 exemplaires de documents du temple Tō-ji conservés dans leur état original. Ils ont été déclarés bien national en 2009.

### Publications
Le musée a publié plusieurs ouvrages de documentation.

#### Livres
- Brochures diverses (Sanraizu Publishing) :
  - Sur les rives du lac Biwa avec les éléphants et les crocodiles, Keiichi Takahashi ;
  - Parasites de lacs et rivières, Misako Urabe ;
  - Examinons le monde des charançons, Takahito Suzuki ;
  - La pêche au lac Biwa avant et aujourd'hui, Takeshi Yamane ;
  - Mines du Heisei de la province d'Ōmi, Tatsuyuki Fukui ;
  - Les presque amis Tagame et Gengoro, Norihira Ichikawa.
- Le lac Biwa, un lac de vie, Musée du lac Biwa, Bunichi General Publishing, 5 avril 2011 (première édition).

#### Livre d'images WEB
- Les Diatomées ;
- Les coléoptères du coin ;
- Cendres volcaniques de la région du lac Biwa.

### Bases de données
On y retrouve aussi une base de données sur la géologie, l'histoire et le folklore local, les insectes, poissons, oiseaux et mammifères ainsi que sur les feuilles de végétaux.

## Fréquentation

### Tarifs
Le tarif ordinaire est gratuit pour les étudiants du primaire et du secondaire, de 400 ¥ pour les lycéens et étudiants à l'université et 750 ¥ pour les adultes. Pour les groupes de plus de vingt personnes, c'est gratuit pour les étudiants du primaire et du secondaire, 320 ¥ pour les lycéens et étudiants à l'université et 600 ¥ pour les adultes. Un passeport annuel permet d'assister à plusieurs événements et expositions et coûte 800 ¥ pour les lycéens et étudiants à l'université et 1500 ¥ pour les adultes.

### Heures d'ouverture
Le musée ouvre de 9:30 à 17:00. Cependant, la dernière entrée s'effectue à 16:30. Il est fermé le lundi, sauf les jours fériés, et lors des jours suivant les jours fériés, sauf les samedis et dimanches. Il est également fermé lors des vacances du nouvel an.

## Accès

### Chemin de fer

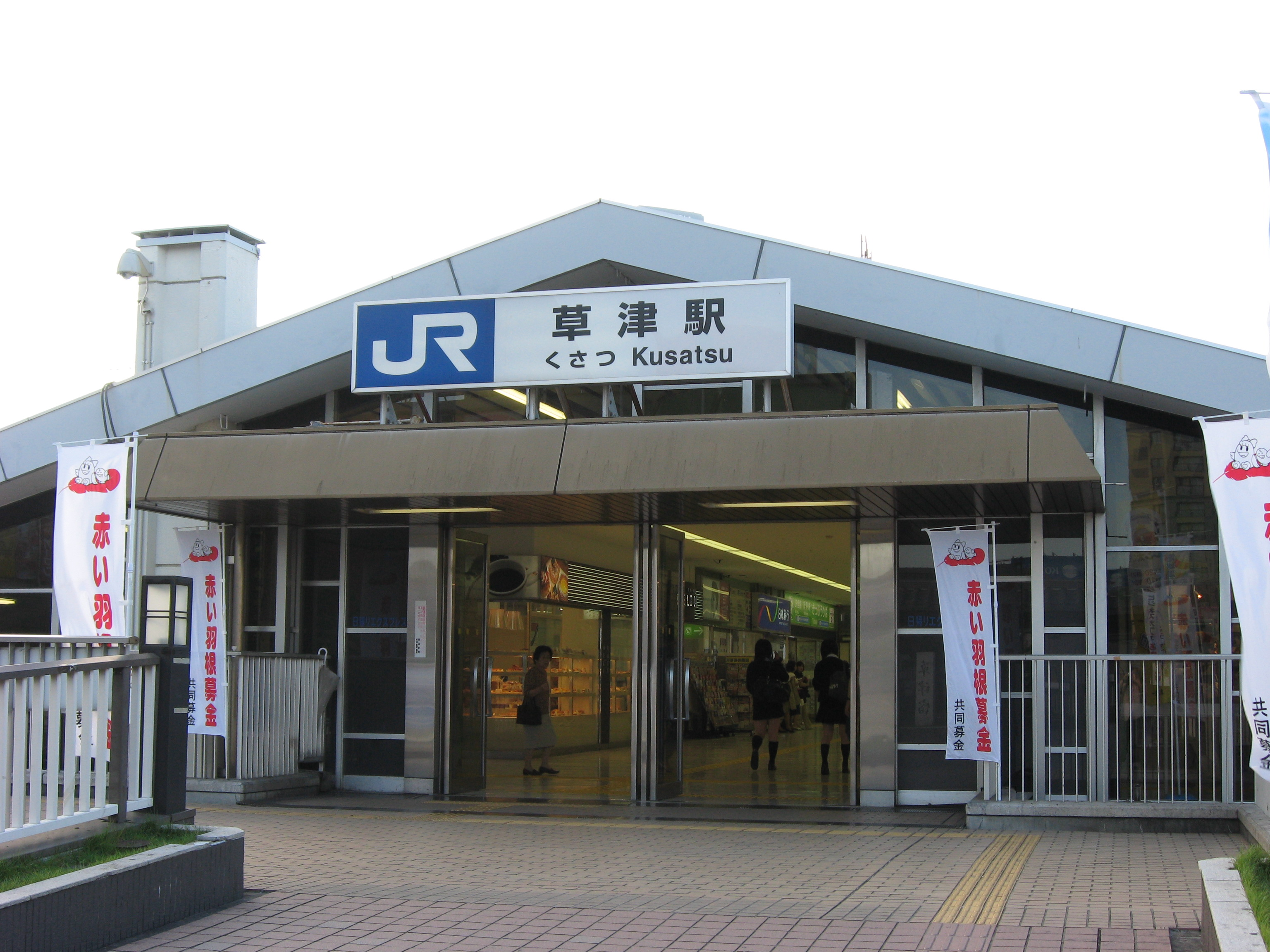
Gare de Kusatsu.

On peut s'y rendre avec un trajet de 25 minutes en bus d'Ohmi Railway de la gare de Kusatsu. Un trajet de 20 minutes en Shinkansen à partir de la gare de Kyoto est requis pour arriver à la gare de Kusatsu. On peut aussi s'y rendre en taxi, de la gare de Moriyama.

### Ferry

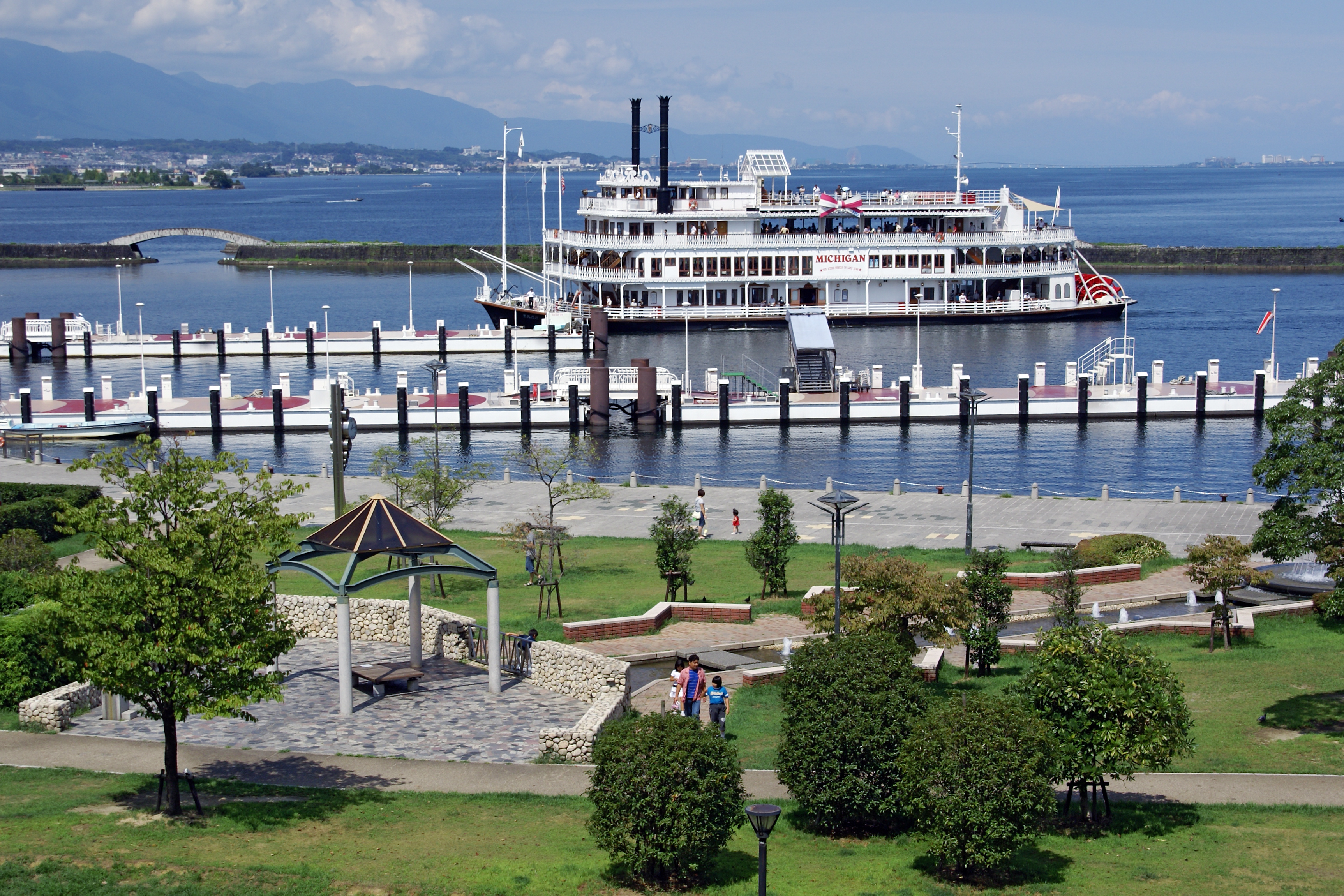
Ferry à vapeur du Biwako Kisen Steamship Co., Ltd.

Du port d'Otsu (ja), un ferry du Biwako Kisen Steamship Co., Ltd. (ja) est disponible pour s'y rendre.

### Voitures
On peut y accéder en voiture par l'autoroute Meishin, en emprutant l'échangeur Ritto (ja). Par la suite, il faut continuer sur la route nationale 1, puis prendre la route préfectorale 31 (ja) et enfin la route du lac. Un stationnement se situe à l'entrée du musée.

## Personnalités liées

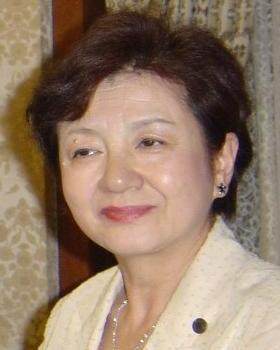
Yukiko Kada.

### Administration
- Hiroya Kawanabe (ja), président de 1996 à 2010. Conservateur honoraire ;
- Toru Shinohara (ja), président de 2010 à 2019 ;
- Keiichi Takahashi (ja), président depuis avril 2019.

### Chercheurs
- Yukiko Kada, ancienne gouverneure de la préfecture de Shiga et ancienne conseillère de recherche au musée ;
- Tsuneo Nakajima (ja), ichtyologiste et conservateur honoraire.

### Autres
- Sanshiro Matsui (ja), restaurateur du Maruko-bune exposé au musée.

### Lieux connexes
- Centre culturel du lac Biwa (ja)
- Jardin botanique aquatique Mizunomori (en)
- Musée du lac Suwa (ja)